# This Time (Protection Patrol Pinkerton)
This Time is een single van Protection Patrol Pinkerton. De single werd uitgebracht als download in 2013 en komt van het album Protection Patrol Pinkerton. Het is de tweede single van de band, na Future = Our Home.

## Muziekvideo
Een muziekvideo voor het nummer kwam er pas na de release. De video werd op het YouTubekanaal van de band geplaatst op 17 april 2013 en bevat een ruimte waarin een man en een vrouw de hele tijd aan het ruziën zijn. Er wordt vaak gebruikgemaakt van twee camerabeelden die naast elkaar worden gezet, zodat het beeld één lijkt maar bijvoorbeeld aan de ene kant sinaasappelen worden gegooid, die er aan de andere kant niet doorkomen.